# Красний Яр (Теньгушевський район)
Кра́сний Яр (рос. Красный Яр, ерз. Красный Яр) — присілок у складі Теньгушевського району Мордовії, Росія. Входить до складу Теньгушевського сільського поселення.
Населення — 276 осіб (2010; 333 у 2002).
Національний склад (станом на 2002 рік):
- росіяни — 97 %